# Barbershop Harmony Society
Barbershop Harmony Society är en organisation som ägnar sig åt den vokala musikgenren barbershop. I USA finns fler än 1 000 kvartetter och körer anslutna. I Sverige finns det ca 10 körer på herrsidan och alla är medlemmar i den nordiska organisationen SNOBS (Society of Nordic Barbershop Singers).